# Цурндорф
Цурндорф (нем. Zurndorf) — ярмарочная община (нем. Marktgemeinde) в Австрии, в федеральной земле Бургенланд.
Входит в состав округа Нойзидль-ам-Зе. Площадь общины составляет 54,29 км², население — 2280 человек (1 января 2021), плотность населения — 42 чел./км². Официальный код — 107 24.
Адрес муниципального управления: 2424 Цурндорф, Унтере-Хауптштрасе, 4;
- географические координаты 47°58′52″ с. ш. 17°00′23″ в. д.HGЯO.

## Население
| Год  | Численность |
| ---- | ----------- |
| 1869 | 1555        |
| 1889 | 1695        |
| 1890 | 1931        |
| 1900 | 2180        |
| 1910 | 2132        |
| 1923 | 2153        |
| 1934 | 2152        |
| 1939 | 2250        |
| 1951 | 2070        |
| 1961 | 2087        |
| 1971 | 1960        |
| 1981 | 1984        |
| 1991 | 2058        |
| 2001 | 1993        |
| 2011 | 2059        |
| 2021 | 2280        |

## Политическая ситуация
Выборы — 2002
Бургомистр общины — Вернер Фальб-Майкснер (АНП) по результатам выборов 2002 года.
Совет представителей общины (нем. Gemeinderat) состоит из 21 места.
Распределение мест:
- СДПА занимает 11 мест;
- АНП занимает 7 мест;
- АПС занимает 3 места.

Выборы — 2007
Бургомистр общины — Вернер Фальб-Майкснер (АНП) по результатам выборов 2007 года.
Совет представителей общины состоит из 21 места.
Распределение мест:
- СДПА занимает 11 мест;
- АНП занимает 8 мест;
- АПС занимает 2 места.

Выборы — 2012
Бургомистр общины — Вернер Фридль (СДПА) по результатам выборов 2012 года.
Совет представителей общины состоит из 21 места.
Распределение мест:
- СДПА занимает 13 мест;
- АНП занимает 5 мест;
- АПС занимает 3 места.

## Конфессиональные сообщества

### Католическая община
В политической общине располагается католический приход Цурндорф деканата Нойзидль-ам-Зе диоцеза Айзенштадт.
Местонахождение резиденции:
- 2424 Цурндорф, Обере-Хауптштрасе, 14;
- географические координаты: 47°59′05″ с. ш. 17°00′03″ в. д.HGЯO.

Официальный сайт прихода: Римско-католический приход Цурндорф. Архивировано из оригинала 8 августа 2016 года..
Приход полностью охватывает территорию кадастровой общины Цурндорф.
По данным на август 2010 года в приходе проживало 960 прихожан католического вероисповедания.

### Протестантская община
В Цурндорфе располагается резиденция толерантного экуменического церковного прихода Евангелической церкви Аугсбургского исповедания Австрии.
Местонахождение резиденции:
- 2424 Цурндорф, Обере-Хауптштрасе, 30;
- географические координаты: 47°58′57″ с. ш. 17°00′15″ в. д.HGЯO[8].

По данным на август 2010 года в Цурндорфе проживало почти 980 прихожан протестантского вероисповедания.
По официальным данным Евангелической церкви Австрии на 31 декабря 2015 года во всём приходе проживало 1044 прихожанина, в том числе 1041 Аугсбургского исповедания и три — Гельветского исповедания.
Прихожане Аугсбургского исповедания относятся к толерантному церковному приходу Цурндорф Евангелического суперинтендентства Бургенланда, который включает в себя близлежащие кадастровые общины и деревни Гаттендорф, Нойдорф-бай-Парндорф (Нойдорф), Парндорф, Поцнойзидль и Цурндорф. В апреле 2011 года в приходе проживало 1045 евангельских христиан, по большей части в Цурндорфе.
Церковный приход для всех прихожан Гельветского исповедания Цурндорфа и Бургенланда располагается в реформатской общине Оберварта.

## Культовые здания и сооружения

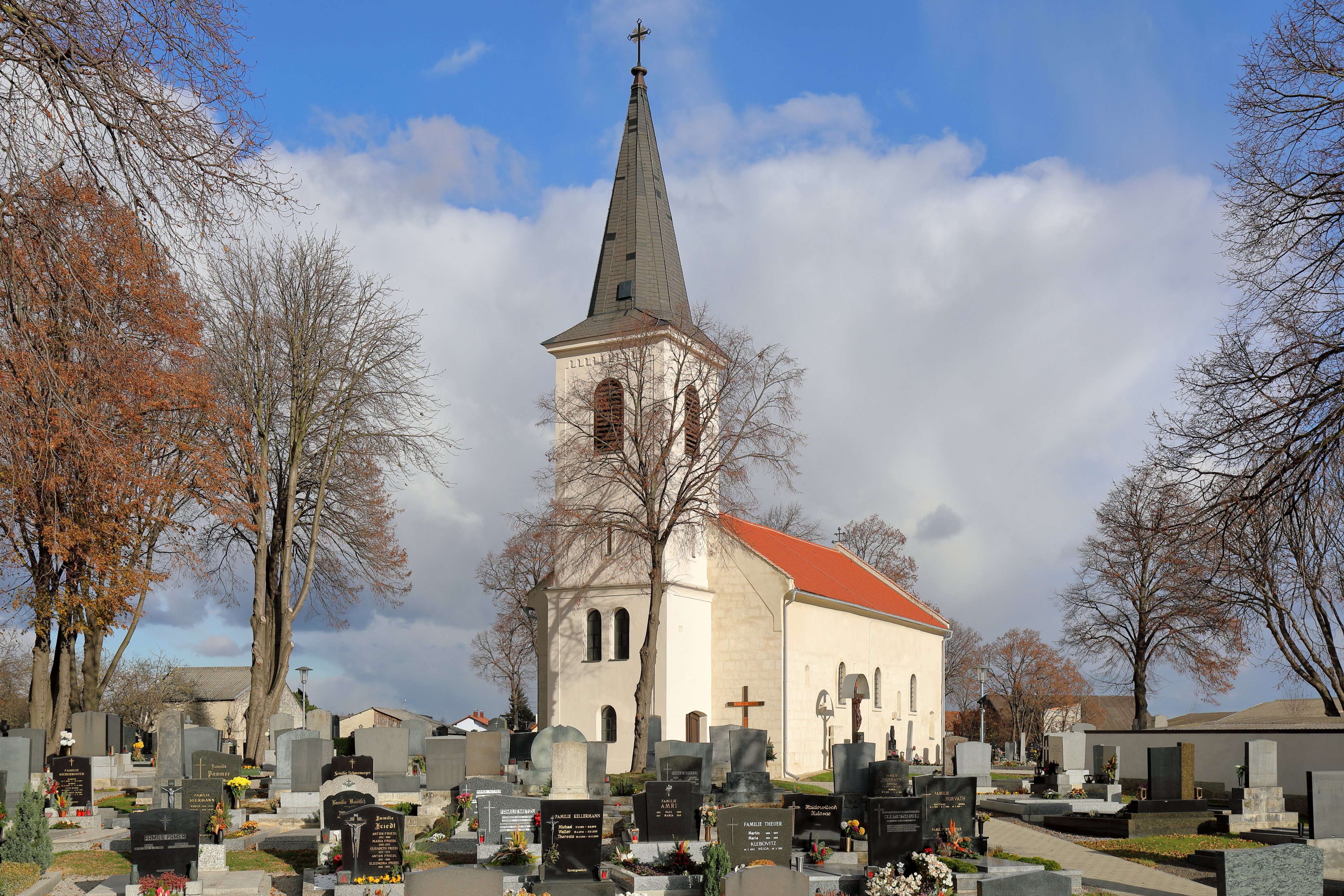
Католическая приходская церковь (Цурндорф)

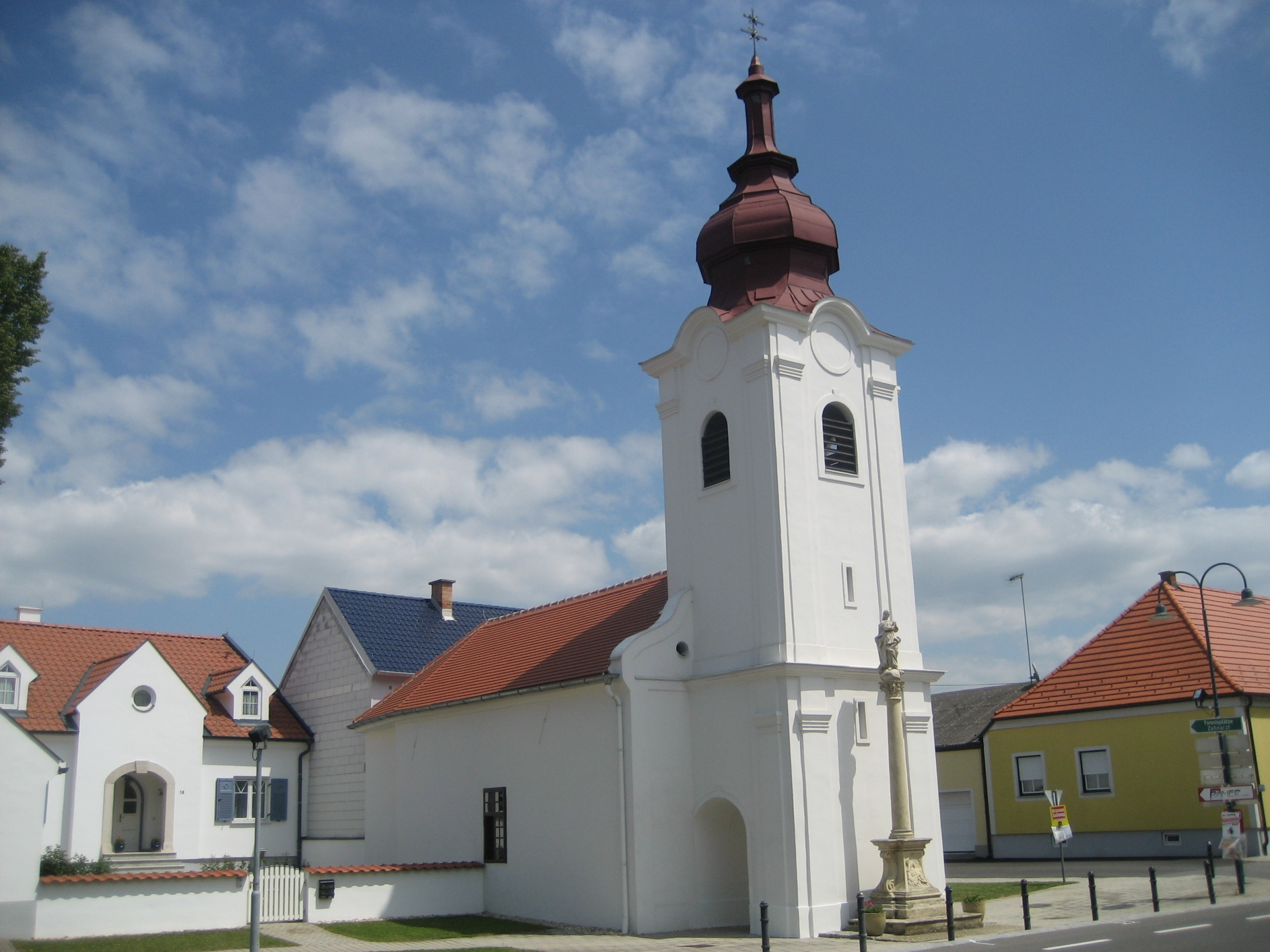
Часовня Архангела Михаила (Цурндорф)

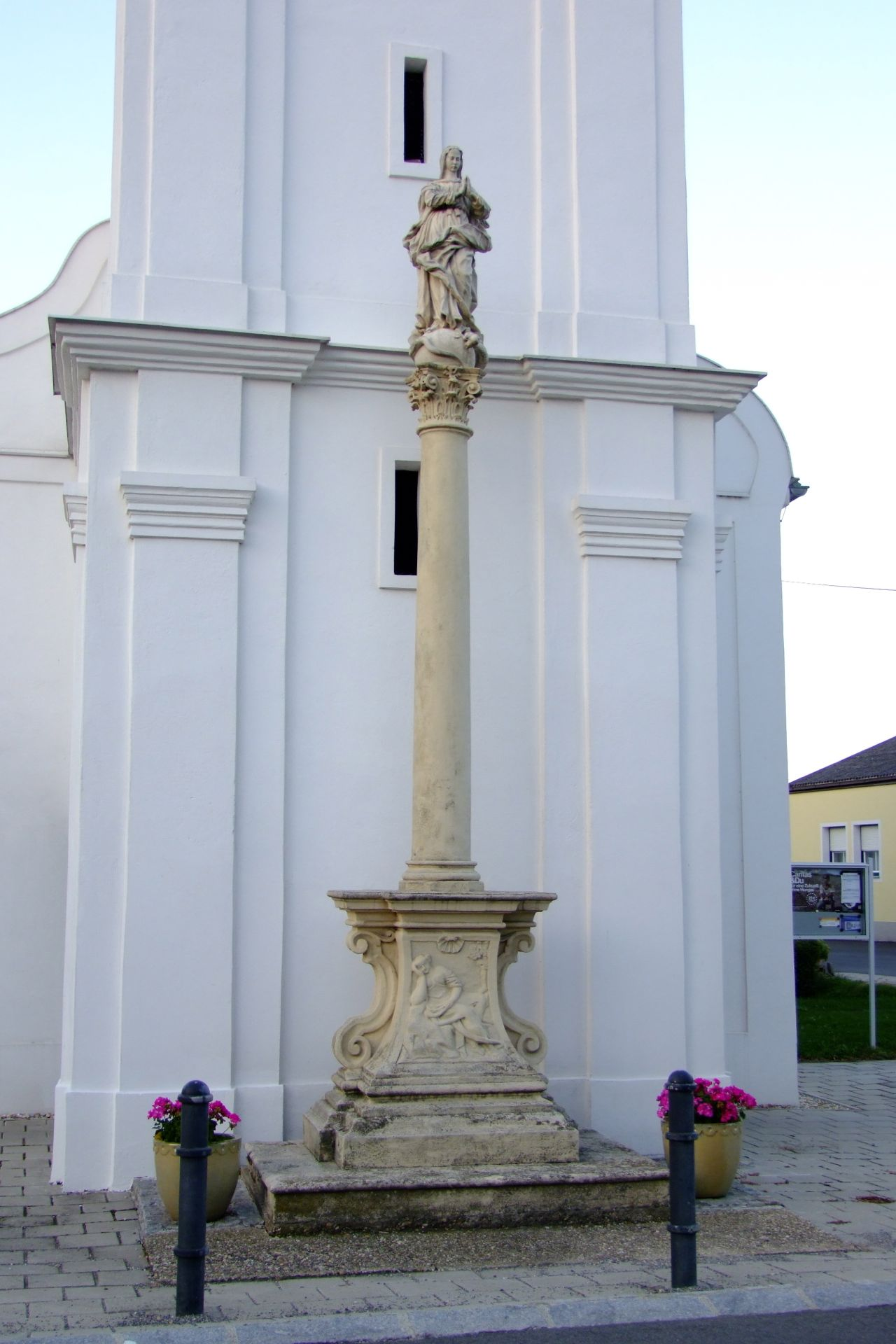
Колонна со статуей святой Розалии перед часовней (Цурндорф)

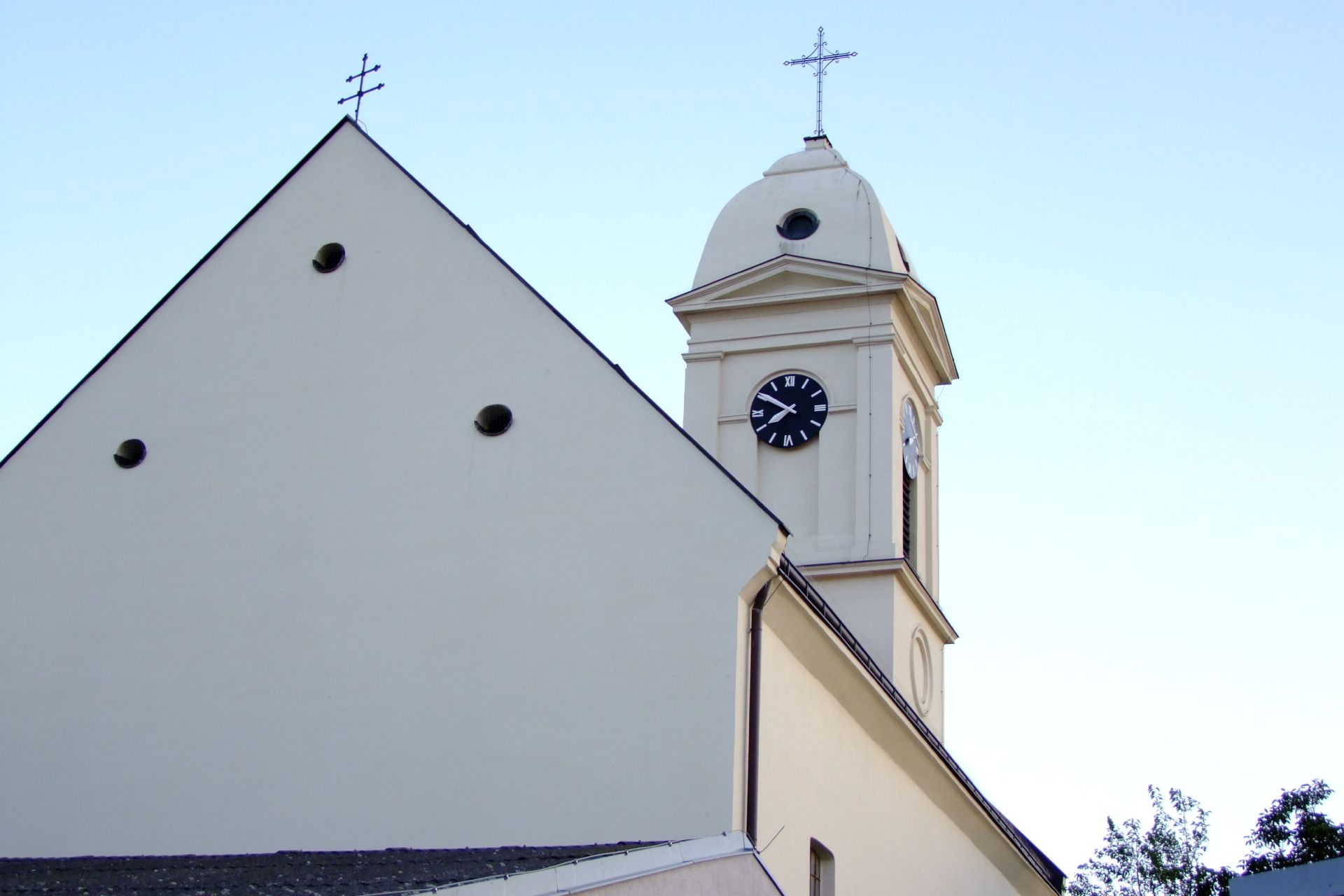
Протестантская приходская церковь (Цурндорф)

Католическая кирха — монументальная приходская церковь святых Петра и Павла конца 13 — начала 14 столетия в стиле ранней готики:
- распятие (фреска), вероятно, берёт свое начало с периода 1610—1673 гг.;
- церковные регистрационные книги (нем. Matriken) с 1683 года;
- колокольня датируется 18-м веком;
- 47°59′05″ с. ш. 17°00′03″ в. д.HGЯO.

Католическая часовня Архангела Михаила (1730):
- построена в 1727—1739 гг., расположена рядом со зданием викария;
- башня с куполом-луковицей возвышается над наружными открытыми аркадами;
- перед башней часовни на квадратном пьедестале колонна со статуей святой Розалии (2-я четверть 18-го столетия);
- в здании часовни рядом с алтарём — деревянная статуя Архангела Михаила;
- 47°58′55″ с. ш. 17°00′19″ в. д.HGЯO.

Евангелическая приходская церковь Цурндорфа (1640):
- в 1783 году открылся молитвенный дом;
- в 1841 году была пристроена башня;
- в 1977 году в здании церкви открылся «Молодёжный центр»;
- в 1993 году был построен новый приходской дом;
- в 2007—11 гг. здание церкви было капитально отремонтировано[10];
- 47°58′57″ с. ш. 17°00′15″ в. д.HGЯO.

Карту-схему расположения культовых зданий и сооружений Цурндорфа можно посмотреть здесь (INFO`s) (нем.). Архивировано из оригинала 8 августа 2016 года. .

## Личности
- Фесслер, Игнац Аврелий (1756—1839) — писатель, общественный деятель, один из деятелей масонства, с 1833 — генерал-суперинтендент и церковный советник евангелическо-лютеранской общины в Санкт-Петербурге
- Ниссль, Ханс[нем.] (нем.) (1951—) — губернатор Бургенланда с 2000 года

## Фотогалерея

Герб Цурндорфа
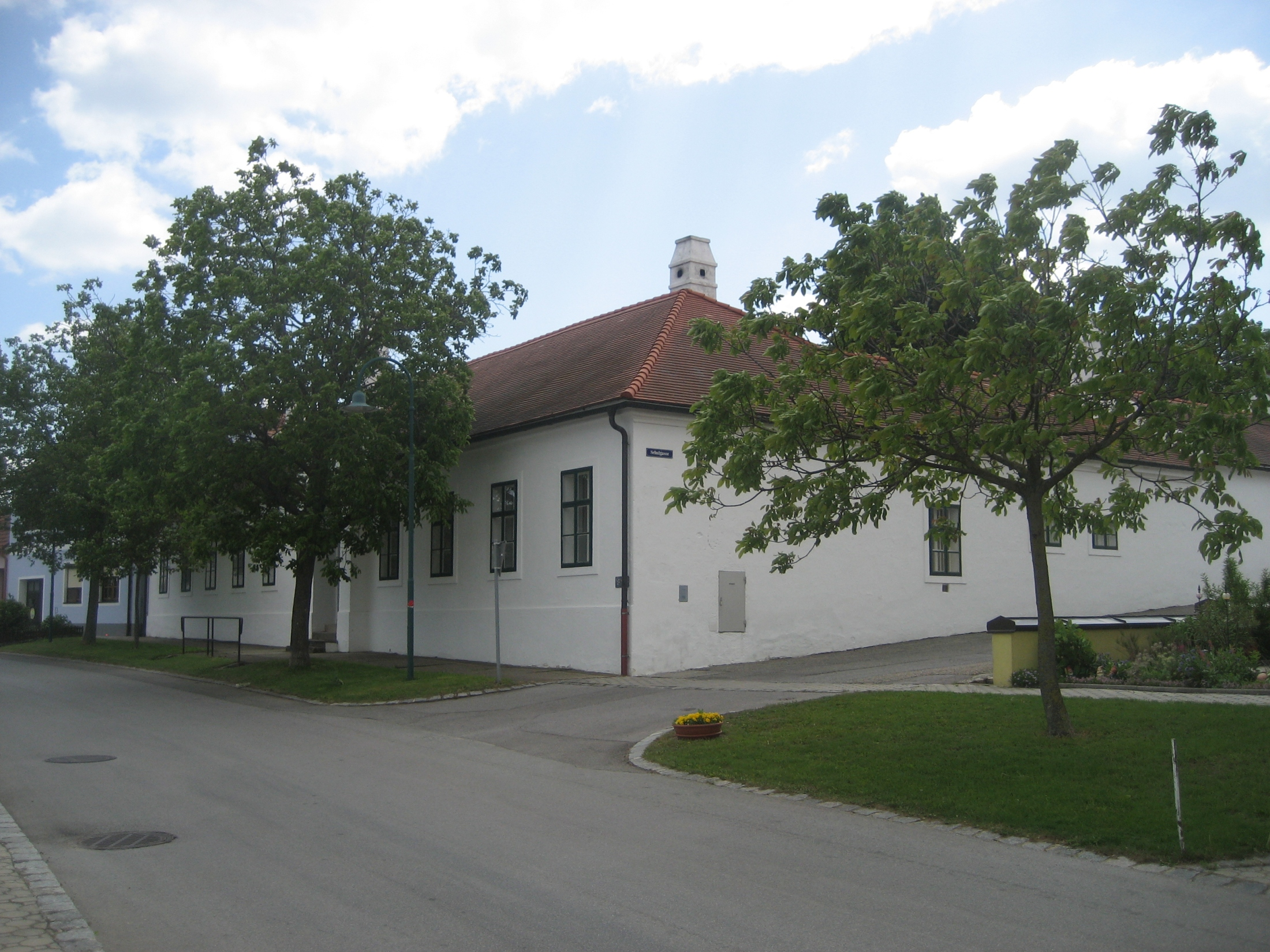
Бывшая протестантская школа (Цурндорф)
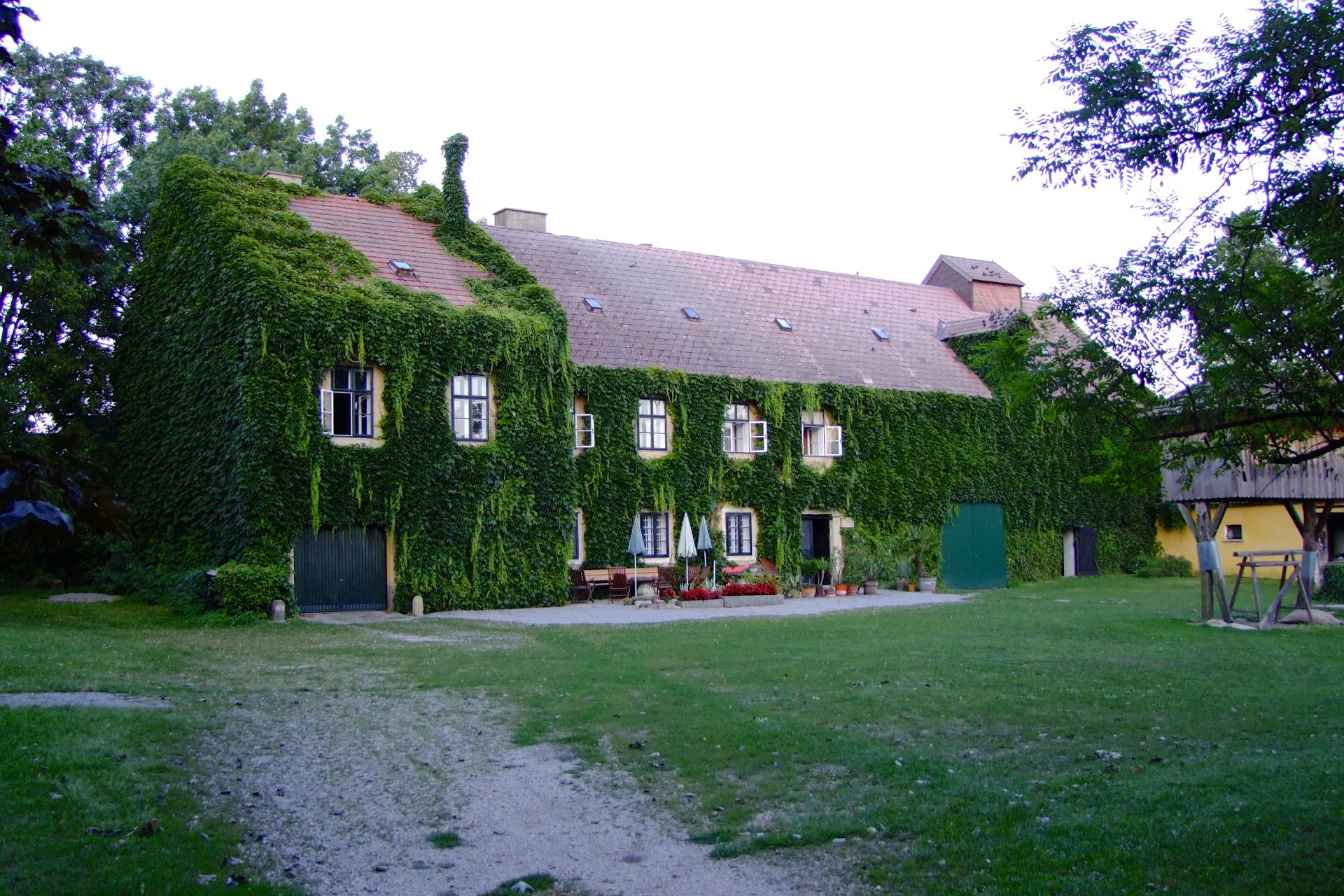
Бывшая мельница (Цурндорф)
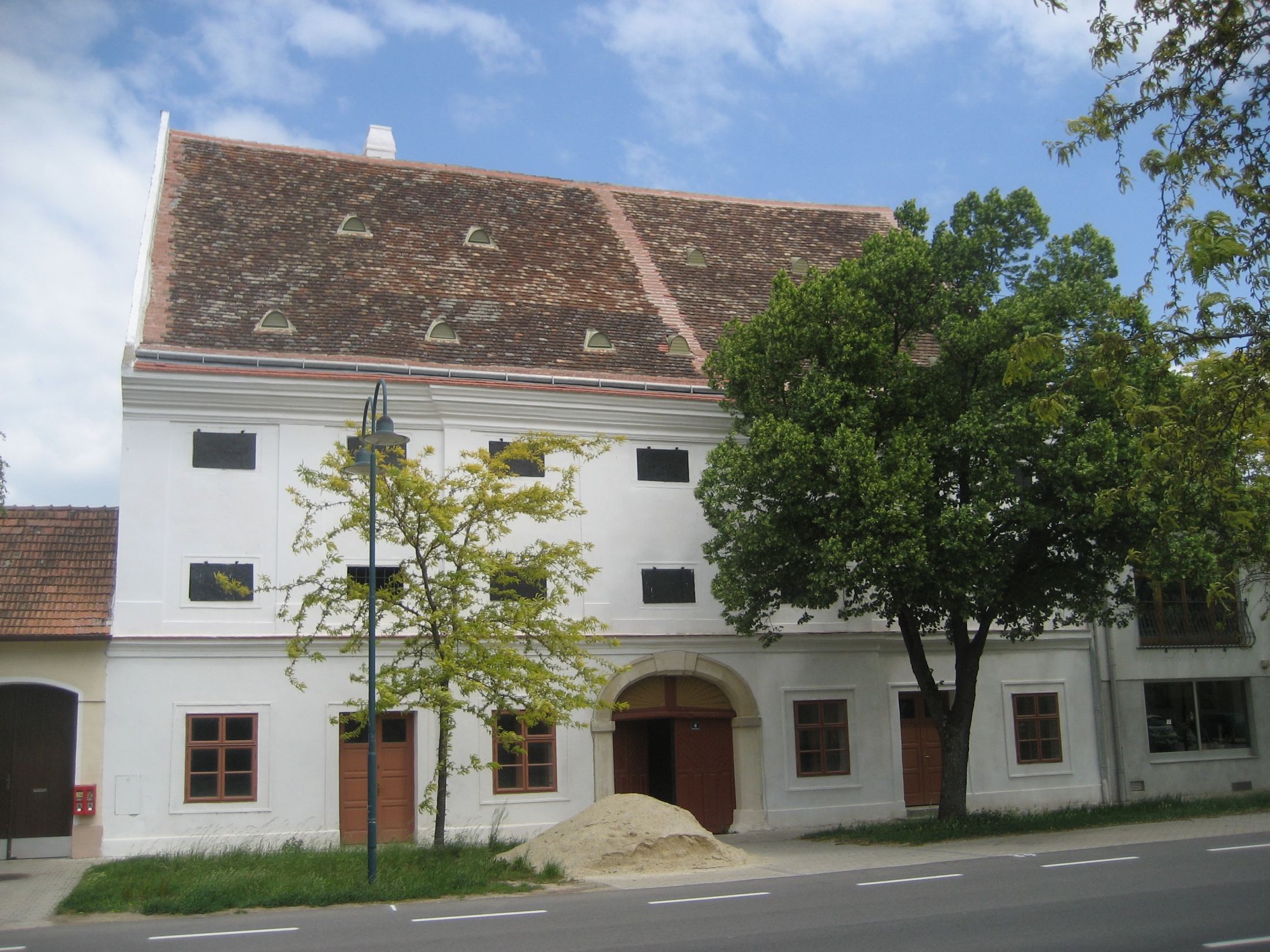
Бывший монастырский дом (Цурндорф)